# Herbert Rudley
Herbert Rudley (ur. 22 marca 1910 w Filadelfii, zm. 9 września 2006 w Los Angeles) – amerykański aktor charakterystyczny. 

## Biografia
Urodził się w Filadelfii. Początkowo był studentem miejscowego Temple University, jednak po uzyskaniu stypendium Evy Le Gallienne rozpoczął występy w Fourteenth Street Theatre w Nowym Jorku. Debiutował w wieku 16 lat jako aktor teatralny. W 1931 debiutował na Broadwayu i był aktorem scen tych teatrów przez kolejnych 18 lat. W 1940 epizodem w obrazie Toils of the Law zadebiutował w filmie. Na rok 1950 udziałem w serialu The Philco Television Playhouse datowany jest początek jego kariery jako aktora telewizyjnego i to właśnie telewizja była polem jego największej aktywności zawodowej.
W ciągu swojej kilkudziesięcioletniej kariery wystąpił w ponad 30 filmach i blisko 90 serialach telewizyjnych. 

## Dorobek artystyczny

### Film i TV (wybór)
- 1944 – Siódmy krzyż (Franz Marnet)
- 1944 – Małżeństwo to prywatna sprawa (Ted Mortimer)
- 1945 – Spacer w słońcu (sierż. Porter)
- 1945 – Błękitna rapsodia (Ira Gershwin)
- 1945 – Miliony Brewstera (Nopper Harrison)
- 1946 – Decoy (dr Craig)
- 1948 – Joanna d’Arc (de la Pierre)
- 1950-53 – Robert Montgomery przedstawia (Duke Mantee/Eddie Mars/Jerome Harris)
- 1953-57 – You Are There (Samuel Adams/Sir Walter Raleigh/Pedleton)
- 1954 – Srebrny kielich (Linus)
- 1955 – Artyści i modele (szef służb specjalnych)
- 1955 – Nadworny błazen (kapitan gwardii)
- 1956 – Raw Edge (Gerald Montgomery)
- 1957 – Kalifornijczycy (Sam Brennan)
- 1958 – Młode lwy (kpt. Colclough)
- 1958 – Tonka (kpt. Benteen)
- 1958 – Bravados (szeryf Schanzez)
- 1958 – Ukochany niewierny (Stan Harris)
- 1959 – The Big Fisherman (cesarz Tyberiusz)
- 1960-61 – Michael Shayne (por. Gentry)
- 1962 – Doścignąć marzenie (Mr Endicott)
- 1965 – Mona McCluskey (gen. Crone)
- 1967-69 – Teściowe (Herb Hubbard)
- 1965-66 – Mona McCluskey (gen. Crone)
- 1980 – Znów zakochani (Mr Wellington)
- 1981 – Dallas (Howard Barker)

### Teatr
- 1931 – Alison's House
- 1931 – Did I Say No?
- 1933 – We, The People
- 1933 – Threepenny Opera
- 1935 – Mother
- 1936 – Battle Hymn
- 1937 – The Eternal Road
- 1938-39 – Abe Lincoln in Illinois
- 1939-40 – The World We Make
- 1940 – Another Sun
- 1941 – Eight O'Clock Tuesday
- 1941-42 – Macbeth
- 1943 – Sons and Soldiers
- 1949 – How Long Till Summer

## Życie osobiste
Był dwukrotnie żonaty. Po raz pierwszy z Ann Loring, z którą ożenił się w 1940 i rozwiódł w 1955. Mieli syna  Stephena. Jego drugą żoną była Marilyn, z którą ożenił się w 1958 roku i pozostawał w udanym związku aż do śmierci. Mieli dwóch synów. 